# Semenivka, Mena
Semenivka (în ucraineană Семенівка) este o comună în raionul Mena, regiunea Cernihiv, Ucraina, formată numai din satul de reședință.

## Demografie
Componența lingvistică a comunei Semenivka
     Ucraineană (97,77%)
     Rusă (2,01%)
     Alte limbi (0,22%)
Conform recensământului din 2001, majoritatea populației comunei Semenivka era vorbitoare de ucraineană (97,77%), existând în minoritate și vorbitori de rusă (2,01%).